# お笑いDynamite!
『お笑いDynamite!』（おわらいダイナマイト）とは2007年から2011年まで年末にTBS系列で放送されていたバラエティ番組である。

## 放送日
| 回数  | 放送日                   | 放送時間（JST） | 視聴率 |
| ----- | ------------------------ | --------------- | ------ |
| 第1回 | 2007年12月28日（金曜日） | 18:30 - 20:54   |        |
| 第1回 | 2007年12月29日（土曜日） | 18:30 - 20:54   |        |
| 第2回 | 2008年12月28日（日曜日） | 19:00 - 20:54   |        |
| 第2回 | 2008年12月29日（月曜日） | 18:30 - 20:54   |        |
| 第3回 | 2009年5月3日（日曜日）   | 19:00 - 20:54   |        |
| 第4回 | 2009年12月29日（火曜日） | 18:30 - 23:14   |        |
| 第5回 | 2011年1月3日（月曜日）   | 18:00 - 20:54   |        |
| 第6回 | 2011年12月29日（木曜日） | 17:30 - 21:54   |        |

## 概要
年末に放送される時は、除夜の鐘と同じ数である総勢108組の芸人が出演する。そして、第3回目は『こどもの日直前SP』として、初めて年末以外の放送となった。司会者は年末版の内村光良とくりぃむしちゅーでは無く、内村の相方の南原清隆とTBSの女子アナが務めた。
番組タイトルについてはかつてTBSで大晦日に放送していた格闘技中継番組『K-1 PREMIUM Dynamite!!』に倣ったものである。
2011年を最後に放送されていなかったが、フォーマットをそのままに2015年12月22日にMCをさまぁ～ずに変更した『聖夜のネタ祭!お笑いクリスマスショー!!」』が放送された。

### 第1回（2007年）
- フジテレビ系で放送されている『爆笑レッドカーペット』からうまれたショートネタスタイルを最初に取り入れた番組。この為かレッドカーペットで披露した同じネタをする芸人がいた。
- 芸人は若手からベテランと幅広い。
- ネタ披露の流れ
  - スタジオ中央の巨大な除夜の鐘から芸人が登場し、1分半程度のネタを披露する。
  - 披露し終わったら除夜の鐘が降りてくる。
  - この後司会の3名が芸人についてのちょっとした情報などのコメントをする場合もある。
- 審査員は途中で机にあるボタンを押せば自由に入退場することができる。ちなみに2夜ずっとスタジオにいた審査員は小倉優子のみ。
- 紅白にわかれて行う。1日目に評価の低かったチームのキャプテンは罰として2日目は裏番組で放送されていたフィギュアスケートで浅田真央が着るであろう衣装を着て番組進行を行った。
- 芸人紹介のときに文字と音声のキャッチコピーが異なっている芸人がいた。

### 第2回（2008年）
- 前回のエンディングで「来年（2008年）もやろう」と発言したが番組が好評を博したためその通り、2008年も同じく12月28・29日の2夜連続で放送された。ただし28日は18:30からの番組（『夢の扉』）を提供しているスポンサー（NTT docomo）の関係上、19:00からの放送となった。
- 2008年も1日目の中間発表で成績が悪かったチームのキャプテンは罰として2日目は裏番組で放送されていた『暴れん坊将軍』（テレビ朝日）の衣装を着て番組進行を行った。
- 2008年は『爆笑レッドカーペット』『ザ・イロモネア』がレギュラー化したということもあり、出演芸人の殆どが両番組の出演経験がある。また、2007年同様『エンタの神様』『あらびき団』などの各局のネタ番組の出演経験がある芸人が多数出演していた。
- 当初、1日目出演予定にあった芸人が何組か2日目に出演したり、2日目出演予定者が1日目に出演するなど変更があった。なお、2夜連続で出演した審査員は榊原郁恵のみ（ただし、1日目の後半より参加し、2日目の前半で退場した）。
- 昨年と同じく、今年も芸人のキャッチコピーとナレーションが異なっている芸人がいた。また、前年に引き続いて出演した芸人の中には、前年とキャッチコピーが同じ場合も有った。

### 第3回（2009年5月3日）
- この回は、披露し終わったら降りてくるものが釣鐘から兜に変わり、また観覧客の中に子供を入れていた。
- 出演芸人は50組。この回は紅組、白組といったチーム分けは無かった。
- 観客の投票によって、50組の中からMVPが選ばれていた。

### 第4回（2009年12月29日）
- 2009年は前半終了時の中間発表で成績が悪かったチームのキャプテンは罰として当日に裏番組で放送されていた『ガリレオ』（フジテレビ/正確には映画『容疑者Xの献身』）の湯川学の衣装を着て番組進行を行った。
- 大阪・毎日放送はこの番組のあとに恒例の『オールザッツ漫才2009』の放送があった為、連続してお笑い番組を10時間半放送した。

### 第5回（2011年1月3日）
- 2010年は未放送となり番組初となる年始の放送が発表された。司会はこれまでと同じく内村とくりぃむしちゅーが行った。
- この回は、披露し終わったら降りてくるものが鏡餅であった。

### 第6回（2011年12月29日）
- 紅白対抗という形にはなっていたが、番組最後の審査員の判定まで、紅組・白組をほとんど意識しない状態で番組が進行した。また、審査員が前半と後半でガラッと入れ替わったため、後半の審査員は前半に出演した芸人の芸は見ていない状態だった。紅組4票、白組1票で紅組が勝利したが、勝者への賞品、敗者への罰ゲームなどは特になかった。
- 紅組、白組の他に、対抗戦の合間にウド鈴木（キャイ〜ン）が進行役を務める「来年ブレイク確実芸人」特集と「天野君に出会ってなかったら組みたかった芸人」特集、そして芦田愛菜と鈴木福の「マル・マル・モリ・モリ」、AKB48の「ヘビーローテーション」のモノマネメドレーがあった。出演者は紅組・白組各29組のほかウド鈴木枠として18組、モノマネで12組の合計88組。出演者数は145人と表記されていたが、実際には剛（中川家）が病気のため出演せず、延べ人数としては144人だった（モノマネにも出演したエハラマサヒロ、友近、ダイノジ大地はダブルでカウントされている）。

## 出演者

### 司会
第3回以外
総合司会
- 内村光良（ウッチャンナンチャン）

紅組キャプテン
- 有田哲平（くりぃむしちゅー）

白組キャプテン
- 上田晋也（くりぃむしちゅー）

この3人は全員熊本県出身。
第3回
- 南原清隆（ウッチャンナンチャン）
- 出水麻衣（TBSアナウンサー）
- 加藤シルビア（TBSアナウンサー）

### 審査員
- 第1回（2007年、50音順）
  - 井上和香
  - 小倉優子（内村に「影の審査委員長」と称された）
  - ギャル曽根
  - 古閑美保
  - 里田まい
  - 島谷ひとみ
  - スザンヌ
  - 高田純次（1日目審査委員長）
  - 徳光和夫（2日目審査委員長）
  - 所英男
  - 西川史子
  - 根本美緒
  - 細川茂樹
  - 武蔵
  - 安田美沙子
  - 山本太郎
- 第2回（2008年、50音順）
  - 相田翔子
  - アントニオ猪木
  - 市川由衣
  - 井上和香
  - 小倉優子
  - 片岡安祐美
  - 貫地谷しほり
  - 木下優樹菜
  - 榊原郁恵
  - 関根勤
  - 椿姫彩菜
  - 東原亜希
  - 魔裟斗
  - ミノワマン
  - 薬丸裕英
  - 山本"KID"徳郁
  - 優木まおみ
- 第3回（2009年5月3日、50音順）
  - 五十嵐隼士
  - 榮倉奈々
  - 川村陽介
  - 木下優樹菜
  - ギャル曽根
  - 中尾明慶
  - 優香
- 第4回（2009年12月29日、50音順）
  - アグネス・チャン
  - 上原美優
  - 大和田獏
  - 岡江久美子
  - 小川直也
  - 加藤茶
  - 川畑要（CHEMISTRY）
  - 木下優樹菜
  - 草野仁
  - 佐々木蔵之介
  - DAIGO
  - つるの剛士
  - 中村俊介
  - 安田美沙子
  - 優香
- 第5回（2011年1月3日、50音順）

前半
- 朝丘雪路
- 井森美幸
- 加藤ローサ
- スザンヌ
- 高橋英樹

後半
- 上原多香子
- 北乃きい
- 草野仁
- 里田まい
- 溝端淳平

- 第6回（2011年12月29日、50音順）

前半
- あき竹城
- 堺正章
- 佐々木蔵之介
- 平愛梨
- ローラ

後半
- クリス松村
- 篠山輝信
- 高橋英樹
- トリンドル玲奈
- 森口博子

## 出演芸人

### 第1回（2007年）
出演芸人は『あらびき団』や『爆笑レッドカーペット』、『エンタの神様』などの各局のネタ番組に出演している芸人も多い。出演順は両日とも紅組→白組→紅組…の順で出演。キャッチコピーは字幕とナレーションが異なる場合があった。

#### 1日目
| 紅組 - 「九州が生んだ大スター」博多華丸・大吉 - 「吠えろ!怒りの連射砲」マシンガンズ - 「アップテンポ漫才」ゆったり感 - 「キワモノキャラコント」ペナルティ - 「脱力系不思議ワールド」POISON GIRL BAND - 「彼女の呪縛から逃れられるか!?」しずる - 「息が合わない 合わない刑事」チョコレートプラネット - 「低音ボイス&ホームレス芸人」麒麟 - 「ベースボール大好き漫才」ナイツ - 「織田裕二がやって来た!」山本高広 - 「ダジャレで世界旅行」ゴー☆ジャス - 「みんなも一緒にエクササイズ」藤崎マーケット - 「カラダの関節 集まれ～!!」佐久間一行 - 「オペラな夫婦漫才」島田夫妻 - 「TBSに緊急帰国」なかやまきんに君 - 「一人ミュージカルの開演です」大西ライオン - 「お笑いミュージックファイター」じゅんご - 「叩け!情熱お兄さん」パッション屋良 - 「矢野顕子が大好きな男」エハラマサヒロ - 「小道具の達人」くまだまさし - 「今夜も平泉成一筋」末吉くん - 「ブリーフ一丁風邪知らず」ヒッキー北風 - 「マジ ハンパねぇ漫才」トータルテンボス - 「あごモノマネ師」HEY!たくちゃん - 「セクシーお笑いコンビ」チェリー☆パイ - 「最先端コント」カリカ - 「脂のノッタあるあるネタ」とろサーモン | 白組 - 「おかしなウーイェイ芸人」スマイル - 「しずちゃんワールド炸裂!」南海キャンディーズ - 「琉球からやってきた!」キャン×キャン - 「何を言ってるのか!?」ハム - 「松竹芸能の最終兵器」TKO - 「貴族の高笑い」髭男爵 - 「彦摩呂もお薦め!」ふくろとじ - 「恋人達のムリ〜ないざこざ」フルーツポンチ - 「サラリーマンコント一筋!」イワイガワ - 「実力派漫才の新境地」フットボールアワー - 「すぐ泣く!なぜ泣く!?」ヒデヨシ - 「四角い顔の人気者」ザブングル - 「見えない敵と戦う男達」インポッシブル - 「トゥ〜!なラッパー」上原チョー - 「体操と自衛隊の異色コラボ」弾丸ジャッキー - 「ドタバタ漫才空間」プラスマイナス - 「世界を股にかける男たち」ジャリズム - 「元祖 キモカワ芸人」アンガールズ - 「これぞアホ芸」アホマイルド - 「偉人ものまね列伝」ダイアン - 「新世代のメガネ芸」天狗 - 「負け犬乙女の新体操」いとうあさこ - 「調教不能 珍獣だらけ」安田大サーカス - 「ポッチャリ系漫談」ガリガリガリクソン - 「キング・オブ・コント師」バナナマン - 「お笑い界の期待の星」ジャルジャル - 「伝説のキャラ復活」島崎俊郎 |

#### 2日目
| 紅組 - 「お笑い界の指名No1!?」狩野英孝 - 「衝撃・驚愕・ボディー」ぼれろ - 「実力派トリオ」東京03 - 「今夜は矢沢永吉一直線」えんにち - 「爆発寸前コント」東京ダイナマイト - 「ポロシャツ信号機」Bコース - 「お笑い界の巨人の星現る」星飛雄馬（モンキーチャック） - 「実はボク○○なんです!」マキシマムパーパーサム - 「キューティクルブチャイク」アジアン - 「口撃型応援団」オオカミ少年 - 「切れ味鋭いニューカマー」鎌鼬 - 「ガンダムを愛しすぎた男」若井おさむ - 「ある意味相思相愛!?」タカダ・コーポレーション - 「つっこみ警報発令中」アームストロング - 「バカなリズムが心地いい」バカリズム - 「現代が生んだ自由奔放コント」平成ノブシコブシ - 「いらっしゃいませ～」柳原可奈子 - 「今宵も時代をブッた斬る!」磁石 - 「ボケまくり!つっこみまくり!漫才」パンクブーブー - 「笑いの一卵性双生児」ザ・たっち - 「相方は「都市伝説」」ハローバイバイ金成 - 「闘魂伝笑」アントキの猪木 - 「ボケの連続おかわり」笑い飯 - 「年中無休の真夏スタイル」タイムマシーン3号 - 「スローライフな2人組」ずん - 「「甘～い!」を封印」スピードワゴン - 「あなたに個人レッスン」エド・はるみ | 白組 - 「タンメンとイケメン」次長課長 - 「ヘンテコ空手部」はんにゃ - 「ちょっとウザいハッピーお兄さん」あべこうじ - 「ボッカ～ン!と連発」ミサイル - 「お笑い認定書習得中」ライセンス - 「関西の不条理コンビ」天竺鼠 - 「日常描写の名人芸」中川家 - 「ザ・お笑い漫画道場」ヤポンスキー - 「今夜も「ひとりごとアワー」」だいたひかる - 「みんなで日本語授業」アップダウン - 「こんな奴いませんか!?」ものいい - 「アットホームコメディ」COWCOW - 「今夜も全開!島根弁」ネゴシックス - 「平成に来た!師匠風漫才」ダイノジ - 「トレンディなハゲラッチョ」トレンディエンジェル - 「HGとRGのタッグコント」レイザーラモン - 「三十路突破!彼氏募集中」クワバタオハラ - 「モノマネジュークボックス」ホリ - 「今宵もスーパーイリュージョン」ハイキングウォーキング - 「摩訶不思議な世界」BODY - 「爆裂コントお兄さん」エレキコミック - 「パンクロックなお姉様」まちゃまちゃ - 「昭和最後の若手芸人」ワンダラーズ - 「前説一筋18年」寿司（ことぶきつかさ） - 「プロレスものまねの雄」神奈月 - 「お笑いラリアット!」長州小力 - 「お笑い歌謡新人賞」ムーディ勝山 |

### 第2回（2008年）
1日目は前年とは逆に、白組→紅組→白組…の順で出演、2日目は紅組からスタート。ただ、両日で放送時間の長さに違いがあったため、1日目が47組、2日目が61組と出演芸人の数が異なっていた。太字は、前年とほぼ同じキャッチコピー。

#### 1日目
| 紅組 - 「おとぼけシンガーソングライター」エハラマサヒロ - 「今年最後の悪ふざけ」ニブンノゴ! - 「脱力系不思議ワールド」POISON GIRL BAND - 「低音ボイス&ホームレス芸人」麒麟 - 「開けてびっくり笑い箱」ホーム・チーム - 「栃木の訛り親善大使」U字工事 - 「コント一本道」キングオブコメディ - 「ブリーフ一丁風邪知らず」ヒッキー北風 - 「ボケとつっこみ雨あられ」パンクブーブー - 「アニマルワンダーランド」森田まりこ - 「爆発寸前」東京ダイナマイト - 「餅つき男塾」クールポコ - 「マッスルエンターテインメント」テンゲン - 「2007年M-1王者!」サンドウィッチマン - 「ツッコミ警報発令中」アームストロング - 「パンツ一丁ギャグの素」小島よしお - 「埼玉発キャバ嬢芸人」姫ちゃん - 「これぞアホ芸」アホマイルド - 「ダジャレ世界征服」ゴー☆ジャス - 「お笑い界の指名No1!?」狩野英孝 - 「ハイテンションブギ」アメリカザリガニ - 「陽気なハワイアン」ウクレレえいじ - 「インテリ&筋肉バカ」品川庄司 | 白組 - 「お笑い24」どきどきキャンプ - 「おさわがせ大捜査線」山本高広 - 「年の瀬も吟じます!」天津 木村 - 「住所不定の賑やか族」我が家 - 「小道具の王様」くまだまさし - 「ぽっちゃりキューティーハニー」柳原可奈子 - 「メタボリック笑候群」芋洗坂係長 - 「岡山出身ヤンチャ漫才」千鳥 - 「お笑いスナイパー」TIM - 「プロレスものまねの雄」神奈月 - 「気になるとこはどこですか?」ダブルブッキング - 「どうでショウ 哀川翔」花香芳秋 - 「ウンチョコお兄さん!」GO!皆川 - 「弾ける桜坂」みっちー - 「笑いの宝石箱や～」てっちゃん（ふくろとじ） - 「参上!ホワイト赤マン」5GAP - 「琉球からやってきた!」キャン×キャン - 「壊れかけのお嬢様」メグちゃん - 「元祖キモカワ芸人」アンガールズ - 「吉本の秘密兵器」矢野・兵動 - 「お笑いギリシャ神話」チョコレートプラネット - 「実力派漫才コンビの新境地」フットボールアワー - 「ゲッツだぜ!」ダンディ坂野 - 「新東京ラブストーリー」フォーリンラブ |

#### 2日目
| 紅組 - 「貴族の高笑い」髭男爵 - 「即席お笑い甲子園」インスタントジョンソン - 「お笑いアイドリング」ゆってぃ - 「お笑いヒットチャート上昇中!」アップダウン - 「ものまね王子」ふじきイェイ!イェイ! - 「キャラ大王」なだぎ武（ザ・プラン9） - 「実力派たたみかけ漫才」ナイツ - 「笑撃の重量挙げ」三福星 - 「今夜は黒豆ヤッホー」モエヤン - 「笑いの一卵性双生児」ザ・たっち - 「アクロバティック芸人」オキシジェン - 「イエス ウィ キャン」デンジャラス - 「死神と角野卓造のコラボレーション」ハリセンボン - 「ロンリーウィスパー2008」つぶやきシロー - 「体操と自衛隊の異色コラボ」弾丸ジャッキー - 「今日は電気屋コント」ななめ45° - 「あっち こっち そっち」ロッチ - 「甘ーい言葉はもういらない」スピードワゴン - 「今夜も噛まずにお伝えします!ニュースキャスター」浅越ゴエ（ザ・プラン9） - 「ちょっとウザいハッピーお兄さん」あべこうじ - 「食う・寝る・太る」ガリガリガリクソン - 「ハーレーダビッドshow!!」超新塾 - 「アップテンポ漫才」ゆったり感 - 「2008年M-1王者!」NON STYLE - 「現代が生んだ自由奔放スタイル」平成ノブシコブシ - 「昭和のギャグマシーン」村上ショージ - 「2丁目からの刺客」カトゥー直也 - 「切れ味鋭いニューカマー」鎌鼬 - 「ちょっと変わった隠し味」ザ・ギース - 「京大出身IQ芸人」ロザン - 「キング・オブ・コント師」バナナマン | 白組 - 「やるっきゃナイツ!」永井佑一郎 - 「ボリューム満点OL」響 - 「惚れすぎ注意!」Wエンジン - 「世の中嫌なことばっかり」風藤松原 - 「喜んだり、怒ったり」ダブルダッチ - 「顔面インパクト」ザ・ゴールデンゴールデン - 「トゥーなラッパー」上原チョー - 「お馬鹿に1人コント」バカリズム - 「宇多田からの七変化」ミラクルひかる - 「ていうかチャラ男です!」慶 - 「イマジネーションハリウッドショー」永野 - 「サラリーマンコント一筋」イワイガワ - 「口撃型応援団」オオカミ少年 - 「四角い顔の人気者」ザブングル - 「中年若手芸人」ますだおかだ - 「3・2・1 ドカーン」ハマカーン - 「すしと書いて」寿司（ことぶきつかさ） - 「吠えろ!怒りの連射砲」マシンガンズ - 「年中無休の真夏スタイル」タイムマシーン3号 - 「アジアの超特急2008」X-GUN - 「ごはんですよ!!」三拍子 - 「アットホームコメディ」COWCOW - 「おデブなウエスタン」ふとっちょ☆カウボーイ - 「超気持ちいぃ〜ズレ漫才」オードリー - 「おかしなウーイェイ芸人」スマイル - 「マジ忍びねぇ漫才」トータルテンボス - 「くっついて笑って」磁石 - 「妄想エンジェル」鳥居みゆき - 「お笑い認定書習得中」ライセンス - 「場末のビヨンセ」渡辺直美 |

### こどもの日直前SP（第3回、2009年5月3日）
出演順（下の表では、左から右へ）。チーム分けは無かった。
| - 「松竹芸能の最終兵器」TKO - 「負け犬乙女の新体操」いとうあさこ - 「迫力おデブちゃん劇場」響 - 「即席お笑い甲子園」インスタントジョンソン - 「ミラクルオーケストラ」こまつ - 「新東京ラブストーリー」フォーリンラブ - 「四角い顔で悔しいです」ザブングル - 「これがM-1王道スタイル」NON STYLE - 「あっちこっちそっち」ロッチ - 「問答無用のパクリ芸」みっちー - 「おとぼけシンガーソングライター」エハラマサヒロ - 「勘違いコント」ものいい - 「謎のスーパーヒーロー」サイクロンZ - 「ザ・お笑い漫画道場」ヤポンスキー - 「泣いたり笑ったり」ダブルダッチ - 「ものまね大捜査線」山本高広 - 「お笑いアイドリング」ゆってぃ - 「あてぶり歌姫」渡辺直美 - 「こどもの日も吟じます」天津 - 「お笑い24」どきどきキャンプ - 「ウンチョコお兄さん!」GO!皆川 - 「暴走ガールズトーク」オキシジェン - 「お笑い鉄道スリーナイン」ななめ45° - 「今夜はブログママ」柳原可奈子 - 「パンツ一丁ギャグの素」小島よしお | - 「マッスルエンターテインメント」テンゲン - 「一人ミュージカルの開演です」大西ライオン - 「餅つき男塾」クールポコ - 「ブリーフ重ね着風邪知らず」ヒッキー北風 - 「栃木のなまり親善大使」U字工事 - 「おもしろ組み体操」ビックスモールン - 「ハイテンション漫才」アメリカザリガニ - 「体操と自衛隊の異色コラボ」弾丸ジャッキー - 「闘魂伝笑」アントキの猪木 - 「イエス ウィ キャン」デンジャラス - 「2丁目からの刺客」カトゥー直也 - 「コント一本道 みたいな～」キングオブコメディ - 「ダジャレ世界征服」ゴー☆ジャス - 「食う・寝る・太る」ガリガリガリクソン - 「お笑い界の指名No1!?」狩野英孝 - 「すしと書いて」寿司（ことぶきつかさ） - 「惚れ過ぎ注意!!」Wエンジン - 「おデブなウエスタン」ふとっちょ☆カウボーイ - 「妄想エンジェル」鳥居みゆき - 「貴族の高笑い」髭男爵 - 「マセキ芸能社の隠し玉」あきげん - 「ニセもの韓流スター」アイヒマンスタンダード - 「ためになるぅ～紙芝居」もう中学生 - 「ビジュアル系ティーチャー」ロマンチックセクシー - 「ゲッツだぜ!」ダンディ坂野 |

### 第5回（2011年1月3日）
| 白組 - 世界のナベアツ - ザ・たっち - 狩野英孝 - サンドウィッチマン - インパルス - ザブングル - もう中学生 - スマイル - 椿鬼奴 - COWCOW - 庄司智春 - 響 - つぶやきシロー - ナイツ - Wコロン - サバンナ - ロッチ - パンクブーブー - キングオブコメディ - エレキコミック - 渡辺直美 - バナナマン - 麒麟 - たむらけんじ - 野性爆弾 | 紅組 - ハライチ - アンガールズ - フルーツポンチ - 小島よしお - 楽しんご - U字工事 - 山本高広 - カナリア - ずん - 鳥居みゆき - ザ・ギース - おかもとまり - ハリセンボン - いっこく堂 - あべこうじ - オードリー - 柳原可奈子 - TKO - モンスターエンジン - 笑い飯 - 我が家 - エハラマサヒロ - ダイノジ - 友近 - 中川家 |

### 第6回（2011年12月29日）
| 白組 - ハライチ - キングオブコメディ - トップリード - エハラマサヒロ - U字工事 - エレキコミック - ザ・たっち - とろサーモン - くまだまさし - フルーツポンチ - コージー冨田 - ナイツ - 鳥居みゆき - 原口あきまさ - ザブングル - たんぽぽ - たむらけんじ - TKO - ロッチ - アンガールズ - はんにゃ - 友近 - 笑い飯 - トータルテンボス - COWCOW - 狩野英孝 - ライセンス - 佐久間一行 - ジャルジャル - AMEMIYA | 紅組 - ダイノジ - ダブルネーム - 花香芳秋 - テンダラー - ホリ - テツandトモ - あべこうじ - 麒麟 - ジャングルポケット - 柳原可奈子 - サンドウィッチマン - 小島よしお - ダンディ坂野 - パンクブーブー - 響 - 清水アキラ - 安田大サーカス - 神奈月 - 楽しんご - 囲碁将棋 - NON STYLE - スリムクラブ - レイザーラモン - が～まるちょば - 鬼ヶ島 - ハマカーン - 布施辰則 - ザ☆健康ボーイズ（サバンナ八木＆なかやまきんに君） - 学天即 - 中川家・礼二 | ウド鈴木枠 - ツィンテル - スパイク - イワイガワ - 阿佐ヶ谷姉妹 - ニッチェ - パンサー - 流れ星 - 背中バキボキズ - X-GUN - デンジャラス - ずん - ヒロシ - BOOMER - つぶやきシロー - 髭男爵 - エスパー伊東 モノマネ - 少林幸子（小林幸子） - エハラマサヒロ（矢野顕子） - 工藤愛果（中島美嘉） - ムーチョ前田（竹内力） - ガリベンズ矢野（上田晋也） - 北条ふとし（マツコ・デラックス） - ダイノジ大地（近藤真彦） - Dee（マドンナ） - ペレ草田（布袋寅泰） - 古賀シュウ（武田鉄矢） - ハンマミーヤ一木＆暗黒天使（Little Kiss） - ラジバンダリ西井（岩尾望） - ふじきイェイ！イェイ！（浜田雅功） - 友近（中森明菜） |

## スタッフ
2011年1月3日放送分
- 構成：松井洋介、渡辺真也、藤井靖大、鈴木功治
- TM：金澤健一
- TD：寺尾昭彦
- CAM：小笠原朋樹
- VE：瀬戸博之
- 照明：高橋章
- 音声：平井郁雄
- VTR：笠原宗一郎
- PA：葉桐慶次
- 特機：SJP
- ENG CAM：谷口敦俊
- ENG VE：吉原大樹
- 美術プロデューサー：東立（アズマリツ）
- 美術デザイン：鈴木直人
- 美術制作：澁谷政史
- 装置：相良ひさお
- 大道具操作：小杉正裕
- アクリル装飾：上野信也
- 特殊装置：佐藤政仁、朝熊智浩
- 電飾：真鍋明
- 装飾：篠原直樹
- 生花装飾：落合生嗣
- 衣裳：渥美智恵
- 持道具：貞中照美
- ヘアメイク：大の木ひで（HiDDen）
- 音響効果：石川良則（SPOT）
- CGデザイナー：小城功夫（glow）
- TK：伊藤佳加
- 編集：あべよしぞう（阿部芳三）
- MA：新田領
- 編成：坂田栄治
- 宣伝：井田香帆里
- 公開放送：廣中信行、松元裕二
- デスク：大澤麻子、若菜絵美
- AD：田崎貴裕、鈴木真仁、西浦宏樹、本山麻美、齋藤実、秋元雄太
- ディレクター：水口健司、高橋誠哉、安井章浩、柳信也、坂口秀作、金澤忠延、大野寿之、大橋豪、今村光宏、師岡靖成、宮田智久、上田淳也
- 演出：高橋智大、木戸隆文、高木剛
- プロデューサー：中川通成、古谷英一、石橋孝之
- チーフプロデューサー：荒井昌也（第1回）、安田淳（第2回〜）
- 技術協力：オムニバス・ジャパン、サウンド ユニバース
- 企画協力：マセキ芸能社、ナチュラルエイト
- 製作著作：TBS

### 過去のスタッフ
- ディレクター：西本誠、西崎修一、田口健介、酒井甚哉、有田武史、千葉博史、新保勝久、中島彰人
- AP：福田日登美、橋本美和
- 構成：井上ゆうき
- VE：島貫洋
- 照明：松田栄二
- 音声：高岡崇靖
- PA：井上忠紀
- 美術プロデューサー：相野道生
- アクリル装飾：近藤樹也
- 電飾：桑原秀幸
- メカシステム：庄子泰広
- 装飾：安藤豪
- スタイリスト：中谷東一
- 音響効果：中島梓・上口昭雄（SPOT）
- 編集：市川俊之
- MA：的池将
- 宣伝：小林久幸
- デスク：椿美希子